# Kenwrick Sze
Kenwrick Sze (* 13. Dezember 2004 in Manila) ist ein philippinischer Eishockeyspieler, der seit 2024 bei den Reach Rebels in der australischen East Coast Super League spielt.

## Karriere
Kenwrick Sze spielt seit Beginn seiner Karriere für  Vereine aus seiner Geburtsstadt Manila in der philippinischen Eishockeyliga. Nachdem er zunächst für die Manila Bearcats, Manila Bay Lightning und Manila Sharks aktiv war, stand er 2023/24 bei Krazy to the Max auf dem Eis. Zum Südhalbkugelwinter 2024 wechselte er zu den Sydney Ice Dogs in die Australian Ice Hockey League, schloss sich aber schon nach wenigen Spielen den Reach Rebels aus der unterklassigen East Coast Super League an.

### International
Im Juniorenbereich nahm Sze mit dem philippinischen Team an der IIHF Ice Hockey U20 Asia and Oceania Championship 2022 teil.
Für die philippinischen Herren spielte Sze erstmals bei der Weltmeisterschaft 2023 in der Division IV. Dabei trug er als Torschützenkönig – gemeinsam mit seinem Landsmann Carl Montano – und zweitbester Scorer nach seinem Landsmann Manvil Billones maßgeblich zum Aufstieg in die Division III bei. Dort gehörte er im folgenden Jahr ebenfalls zum philippinischen Aufgebot und wurde zweitbester Torschütze nach dem Nordkoreaner Hong Chun-rim.

## Erfolge und Auszeichnungen
- 2023 Torschützenkönig der Weltmeisterschaft der Division IV
- 2023 Aufstieg in die Division III, Gruppe B, bei der Weltmeisterschaft der Division IV